# Эд-Давасир
Эд-Давасир (араб. وادي الدواسر‎) — одна из наиболее крупных вади на Аравийском полуострове, в Саудовской Аравии, в мухафазе Вади-эд-Давасир (административный центр — Вади-эд-Давасир) административного район Эр-Рияд. Прорезает куэстовую гряду Тувайк. Оканчивается в песках пустыни.
Образуется от «слияния» вади Биша, Рания, Татлит и многих других безымянных русел. Вади Эд-Давасир, как и все остальные сухие русла на западе Саудовской Аравии, оканчивается в песках Малого Нефуда (Дехна) и наполняется водой раз в несколько лет, да и то лишь после обильных дождей. Однако все вади системы Эд-Давасир имеют на небольшой глубине подпочвенные воды, которые всё шире используются для орошения плантаций финиковых пальм и некоторых зерновых культур. В вади Биша на протяжении 250 км от её «слияния» с вади Эд-Давасир имеется богатый слой подпочвенных вод. В вади Эд-Давасир на протяжении 100 км в сторону города Эс-Сулайиль подпочвенные воды встречаются на глубине от 1 до 2 м. Европейский путешественник Чарльз Монтегю Даути, посетивший Аравию в начале XX века, писал, что оазисы вади Эд-Давасир давали финики бедуинским племенам, а рощи финиковых пальм имели длину в три дня пути на быстроходном верблюде.
Области вдоль вади Эд-Давасир, в Южном Неджде, в Эль-Афладже и Эль-Хардже занимало племя давасир, название которого произошло от вади Эд-Давасир. Рассказывая о племени давасир, которое он относил к кочевникам, Алексей Фёдорович Круглов в «Заметках о местности Катар» (1892) отмечает, что, в отличие от племени бану субай («истинных бедуинов», настоящих «сынов пустыни», с «презрением относящихся к земледелию»), у нескольких семейно-родовых кланов племени давасир имелись в собственности финиковые сады. Племя давасир, по Сент-Джону Филби, состояло из нескольких «собственно давасирских» подразделений и так называемых абат давасир — остатков четырёх племён, ещё сохранивших собственные генеалогические традиции. В вади Эд-Давасир, по подсчётам Филби, жили 7 тысяч оседлых давасир и 2 тысячи африканских вольноотпущенников-арендаторов — абидов. Члены племени давасир с давних времён проживают в Катаре.